# Лін-ван
Лін-ван (кит. трад.: 靈王; піньїнь: Líng) — 11-й ван Східної Чжоу, син і спадкоємець Цзянь-вана.
був відомий своїм страхом перед привидами. Для боротьби з останніми запросив вченого Чан Хуна, якого також було призначено особистим радником вана. Він був першим відомим чарівником, який працював при дворі китайського володаря. Лін-ван намагався зміцнити свою владу, в чому стикнувся з Ваньшу-гуном, якому завдано поразки. Останній втік до царства Цзінь, а його володіння конфісковано ваном.
У 21 рік правління Лін-вана народився Конфуцій. 
Ще до смерті Лін-вана помирає його син-спадкоємець Тайцзі Цзінь. Внаслідок чого серед знаті почалася боротьба між групами за просування спадкоємця. Зрештою переміг прицн Гуй, який по смерті Лін-вана успадкував трон під ім'ям Цзін.